# Ydbystenen
Ydbystenen (eller Flarupstenen) er en runesten, fundet ved Ydby i 1741. Stenen stod på marken øst for Flarup og det fortaltes at den i 1600-tallet var flyttet dertil fra en "Hellehøj" vest for Ydby. Stenen omtales i Danske Atlas i 1767, men i 1856 var stenen forsvundet. I 2015 henvendte en landmand sig til Museum Thy om et fragment af stenen, som han havde liggende i haven. Senere fandtes yderligere to fragmenter.

## Indskrift
| Translitteration | Side A [þurkisl : sati : au(k) (:) \| suniR (:) lifa : i : staþ : þa\|nsi : Side B stin : uftiR : lifa] |
| Transskription   | Þōrgīsl satti ok syniR Lēfa ī stað þannsi stēn øftiR Lēfa                                               |
| Oversættelse     | Troels satte sammen med Leves sønner på dette sted stenen efter Leve.                                   |

## Galleri
- Søren Abildgaards tegning fra 1767
- Christian og Anders Kappel har befriet et fragment af runestenen
- Runestensfragment
- Runestensfragment med runerne NSI
- Ydby-runestenen genrejst. NSI-siden